# Lycée international Georges-Duby
 (août 2011).
Pour les articles homonymes, voir Duby.
Le lycée international Georges-Duby est un lycée général et technologique situé à Aix-en-Provence, dans le quartier de Luynes, dans le département des Bouches-du-Rhône, en Provence-Alpes-Côte d'Azur. Il fait partie des dix lycées à vocation internationale français. Il accueille environ 1 600 élèves, répartis en 43 classes. Il possède deux sections internationales : la section allemande (abibac), et la section anglaise (BFI). Il dispose d'un internat mixte réservé aux élèves des sections internationales et il accueille des élèves dits d'internat d'excellence. Le lycée est réputé dans toute l'académie Aix-Marseille pour être un des plus actifs : de très nombreuses sorties, voyages, événements humanitaires ou de loisir y sont organisés chaque année, dont grand nombre sont sponsorisés ou organisés par sa Maison des lycéens. De plus, on retrouve en son sein un CVL (conseil de vie lycéenne) très actif. 

## Organisation
Le recrutement au lycée Georges-Duby s'opère selon deux modalités : 
- D'abord par un recrutement traditionnel de secteur. Les élèves viennent des cinq communes environnantes (Bouc-Bel-Air - Cabriès - Calas - Simiane - Eguilles - Ventabren et Luynes) ;
- Ensuite, sur dossier ou examen pour les enfants habitant hors secteur et désireux d'intégrer les classes à section internationale allemandes et anglaises. Ils viennent de la région Provence-Alpes-Côte d'Azur. La plupart sont internes[1].

Dans le cadre de l'abibac, le lycée Georges-Duby est associé au Max-Slevogt-Gymnasium (de) de Landau (Rhénanie-Palatinat).

## Classement du lycée
En 2016, le lycée se classe 44e sur 76 au niveau départemental quant à la qualité d'enseignement, et 1014e sur 2277 au niveau national. Le classement s'établit sur trois critères : le taux de réussite au bac, la proportion d'élèves de première qui obtient le baccalauréat en ayant fait les deux dernières années de leur scolarité dans l'établissement, et la valeur ajoutée (calculée à partir de l'origine sociale des élèves, de leur âge et de leurs résultats au diplôme national du brevet).

## Installations sportives
Le lycée possède un gymnase avec terrain de handball, terrains de basket-ball, 7 terrains de badminton, et un mur d'escalade, une salle de danse, une salle de musculation, une salle de tennis de table, quatre salles de squash et, à l'extérieur, un grand plateau aménagé ; le lycée est aussi à proximité d'une piscine municipale.